# Katarina Widholm

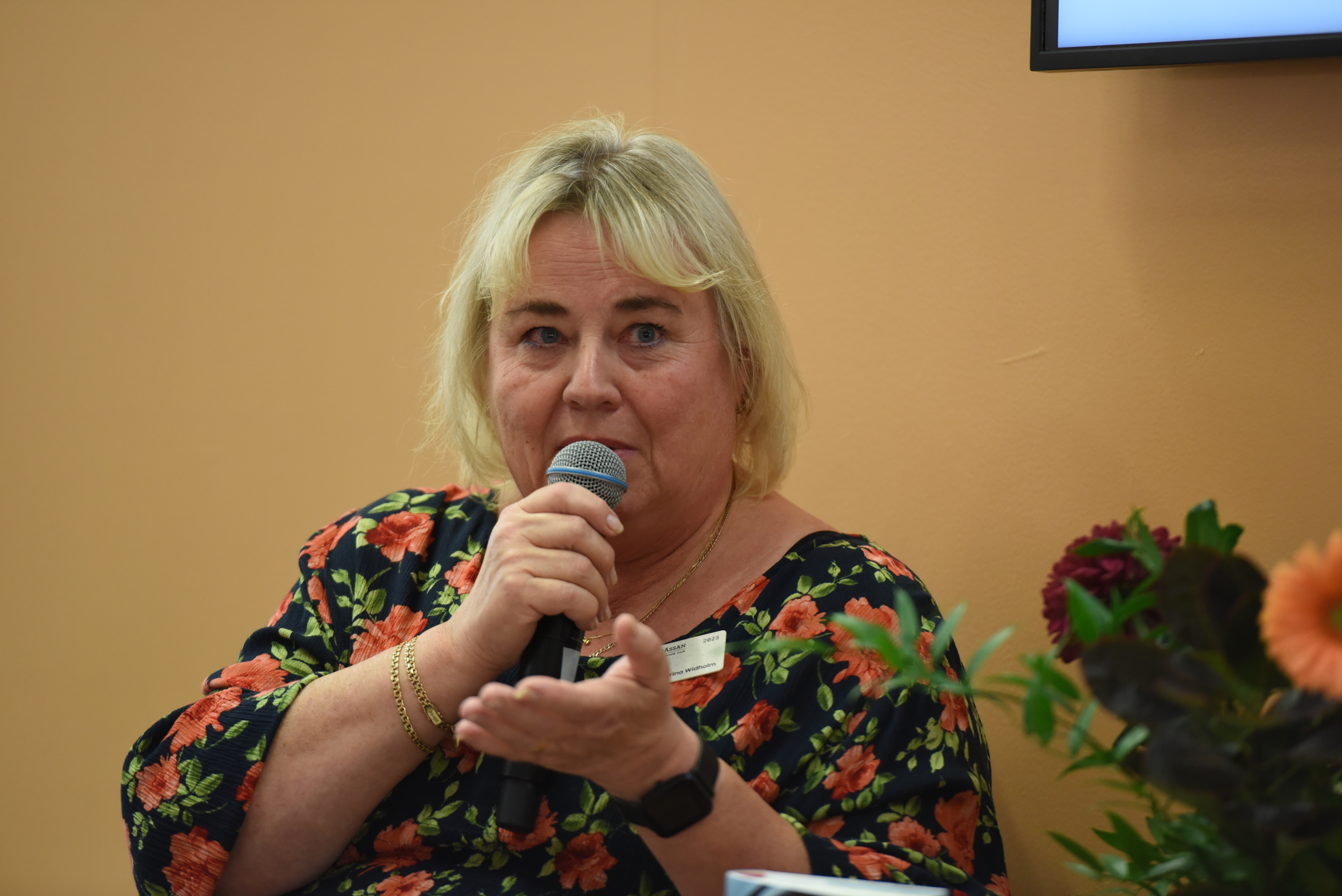
Katarina Widholm på Bokmässan i Göteborg 2023

Katarina Margareta Widholm, född 23 september 1961 i Bergsjö församling i Gävleborgs län, är en svensk författare och skribent bosatt i Hudiksvall.
Katarina Widholm debuterade 2009 med barnboken Jina med J och har därefter gett ut flera böcker på Kikkuli förlag.
Den första romanen för vuxna var Räkna hjärtslag (2021) om den unga Betty som 1937 lämnar Hudiksvall för att bli hembiträde i en doktorsfamilj i Stockholm. Boken gavs ut på Historiska media och nominerades till flera priser. Boken kom på tredje plats i Årets bok 2022. Även Värma händer (2022) och Käraste vänner (2023) nominerades till flera priser och Käraste vänner vann Storytel Awards/Stora ljudbokspriset kategori roman 2024.
Den avslutande boken i serien Älskade Betty utkom i september 2024.
Böckerna är hittills sålda i närmar en halv miljon ex och är mycket uppskattade. Dessa är även översatta till sex språk och sålda utomlands.

## Priser och utmärkelser
- Hudiksvalls kommuns kulturpris 2011
- Sveriges författarfonds ettåriga arbetsstipendium 2012 och 2024
- Region Gävleborgs kulturstipendium 2019[4]
- Stora ljudbokspriset/Storytelawards 2024. Årets bästa roman.